# Boronia hapalophylla
Boronia hapalophylla là một loài thực vật có hoa trong họ Cửu lý hương. Loài này được Duretto, F.J.Edwards & P.G.Edwards mô tả khoa học đầu tiên năm 2004.